# Pompei
Pompei este un oraș în regiunea Campania, în provincia Napoli (Italia).

## Localități înfrățite
- Coreea de Sud, Gyeongju
- China, Xi'an
- Spania, Tarragona
- Italia, Latiano
- Italia, Noto

### Parteneriate
- China, Lijiang, provincie Yunnan
- Italia, Casagiove
- Italia, Lampedusa e Linosa
- Italia, Pozzuoli

## Vezi și

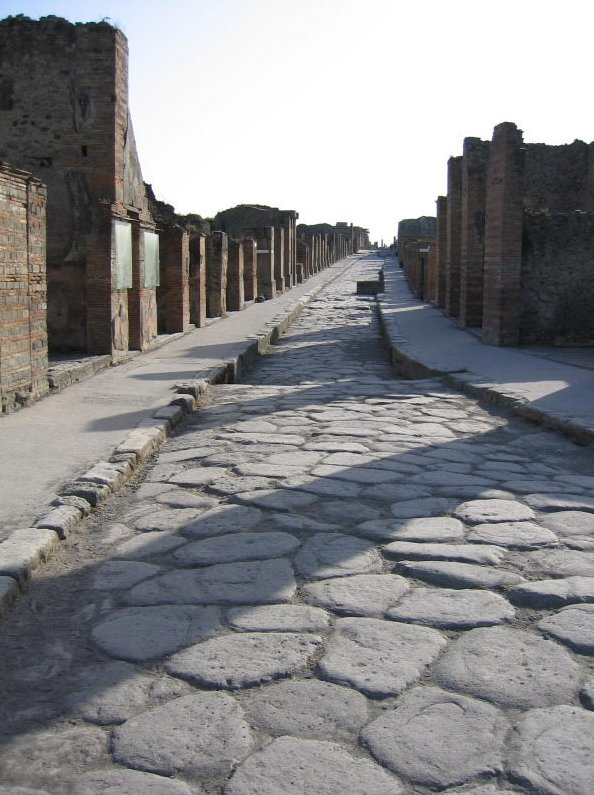
Pompeii

## Demografie
Pompei - evoluția demografică

|  | Graficele sunt indisponibile din cauza unor probleme tehnice. Mai multe informații se găsesc la Phabricator și la wiki-ul MediaWiki. |

Date: Recensăminte sau birourile de statistică - grafică realizată de Wikipedia